# Zinnberg

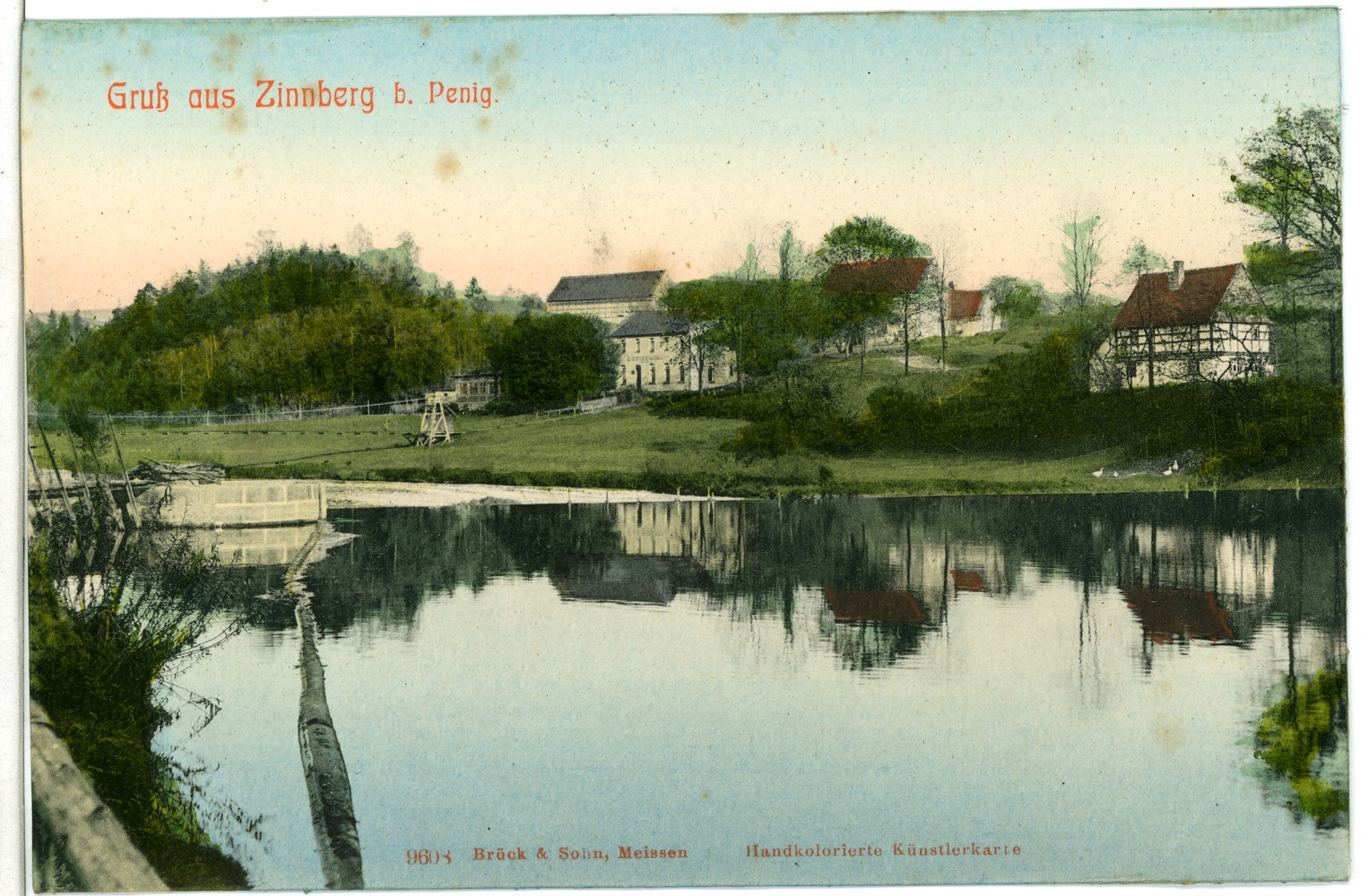
Blick auf Zinnberg (1908)

Zinnberg ist eine Ortschaft der Stadt Penig im sächsischen Landkreis Mittelsachsen.

## Lage
Das Waldhufendorf Zinnberg befindet sich rund 2 km südwestlich von Penig und 15 km nordwestlich von Chemnitz direkt am Verlauf der Zwickauer Mulde keine 500 m entfernt von der Autobahn 72, die hier zwischen den Anschlussstellen Penig und Niederfrohna verläuft und an dieser Stelle fast den Übergang vom Landkreis Mittelsachsen zum Landkreis Zwickau markiert. 2 km westlich befindet sich die sächsisch-thüringische Landesgrenze. Das rechts der Mulde gelegene Zinnberg grenzt an das links der Mulde gelegene Thierbach, die an dieser Stelle lediglich über eine Fußgängerbrücke verbunden sind. Der Ort liegt auf knapp 226 m.

## Geschichte
Zinnberg wurde spätestens 1267 erstmals in der Wendung Heinricus dominus de Cinnenberg erwähnt. 1283 gibt es wird der Ort in ähnlicher Weise wie folgt erwähnt: Heinricus de Cinninberc burgravius dictus de Aldenborc. Spätere Nennungen sind Zinnenberc (1290), Czynemberg (1436), Zcinneberck (1453), Zinnebergk (1551) und Zinnberg, Ziemberg (1791). Kirchlich gehörte das Dorf seit jeher zu Penig. Entsprechend seiner Lage außerdem zum Amt Penig, Amt Rochlitz, dem Gerichtsamt Penig, der Amtshauptmannschaft und dem Landkreis Rochlitz. Von 1994 bis 2008 gehörte der Ort zum Landkreis Mittweida, bis dieser im heutigen Landkreis aufging.
1949 wurde der Ort zunächst nach Thierbach eingemeindet, und gehört seit der Eingemeindung dieser Gemeinde nach Penig zum 1. Januar 1999 zur heutigen Stadt. Eng verbunden ist die Geschichte des Ortes mit der Ruine Zinnberg.
| Jahr          | 1551                          | 1764                        | 1834 | 1871 | 1890 | 1910 | 1925 | 1939 | 1946 |
| ------------- | ----------------------------- | --------------------------- | ---- | ---- | ---- | ---- | ---- | ---- | ---- |
| Einwohnerzahl | 6 besessene Mann, 20 Inwohner | 7 besessene Mann, 7 Häusler | 147  | 177  | 209  | 197  | 220  | 180  | 283  |

1925 waren 216 Einwohner Lutheraner, drei waren Katholiken und eine Person war andersgläubig.

## Sehenswürdigkeiten
- Ruine Zinnberg

## Belege
1. 1 2  Zinnberg – HOV | ISGV. Abgerufen am 24. März 2024.
2. ↑  Thierbach-Zinnberg - Stadt Penig. Abgerufen am 24. März 2024.